# Stenuroidea
Classe
Les Stenuroidea sont une classe d'échinodermes fossile.

## Description et caractéristiques
Il s'agit d'un groupe éteint du Paléozoïque, pourvu de 5 bras souples disposés en étoile autour d'un corps central. Ils forment avec les étoiles de mer, ophiures et Somasteroidea le groupe des Asterozoa. Les ophiures pourraient cependant être des descendants directs de certains groupes de Stenuroïdes. 

## Registre fossile
Ce groupe semble être apparu il y a environ 478 millions d'années (Ordovicien inférieur) et avoir disparu il y a 379 millions d'années (Dévonien supérieur). 

## Classification
Selon BioLib (25 août 2020) :
- sous-ordre Proturina Spencer & Wright, 1966 †
  - famille Acinetasteridae Kesling, 1982 †
  - famille Bdellacomidae Spencer & Wright, 1966 †
  - famille Eophiuridae Schöndorf, 1910 †
  - famille Phragmactinidae Spencer, 1951 †
  - famille Pradesuridae Spencer, 1951 †
  - famille Rhopalocomidae Spencer & Wright, 1966 †
  - famille incertae sedis †
    - genre Acinetaster Kesling, 1982 †
    - genre Echinasterella Stürtz, 1890 †
    - genre Hystrigaster Lehmann, 1957 †
    - genre Jaekelaster Stürtz, 1899 †
    - genre Palasteriscus Stürtz, 1886 †
    - genre Ptilonaster Hall, 1868 †
    - genre Stuertzaster Etheridge, 1899 †
- sous-ordre incertae sedis †
  - famille Antiquasteridae Kesling, 1971 †
  - famille Embolasteridae Blake, 2008 †
  - famille Klasmuridae Spencer, 1925 †
  - famille Palaeuridae Spencer, 1951 †
  - famille Stenasteridae Schuchert, 1914 †
  - famille incertae sedis †
    - genre Lehmannaster Blake, Guensburg & Lefebvre, 2016 †
    - genre Lopidiaster Blake, Guensburg & Lefebvre, 2016 †